# Le Mont-Dore
Le Mont-Dore – miasto w Nowej Kaledonii, terytorium zależnym Francji, położone niedaleko Numei, na wyspie Nowa Kaledonia. Ludność miasta wynosi ponad 27,6 tys. mieszkańców (2019), co czyni Le Mont-Dore trzecim co do wielkości miastem kraju.